# 공주 갑사 석가여래삼세불도 및 복장유물
공주 갑사 석가여래삼세불도 및 복장유물(公州 甲寺 釋迦如來三世佛圖 및 腹藏遺物)은 충청남도 공주시 계룡면, 갑사에 있는 조선시대의 회화작품이다. 2010년 4월 23일 대한민국의 보물 제1651호로 지정되었다.

## 개요
공주 갑사 석가여래삼세불도는 18세기 초,중반 전라도를 중심으로 경상과 충청지역에서 활동한 당대 대표적 화사인 의겸(儀謙)이 제작한 불화이다. 현재까지 작품을 비롯하여 화기, 사지, 발원문 등을 통하여 알려진 의겸의 작품은 39건으로 그 가운데 현존하는 불화는 21건 30점이며 작품을 통해서 볼 때 그의 활동 시기는 대략 1713년에서 1757년 무렵까지 약 40여 년간으로 추정되고 있다.
이 가운데 길이 4m에 이르는 3폭 형식의 삼불도는 갑사 삼세불도를 비롯해 운흥사 삼세불도, 화엄사 삼신불도 등 3건에 불과하며, 조선후기를 통틀어서도 이러한 대형의 3폭 삼불도 형식의 예는 희귀한 편이다. 비록 약사회 1폭은 없어졌지만, 450cm에 육박하는 대형의 화폭에 각 설법장면을 세련되고 유려한 필치, 짜임새 있는 구도와 조화롭고 안정감 있는 색채로 부처의 세계를 장엄하게 묘사한 18세기 전반기의 대표적인 작품으로 판단되었다.
특히 이 불화는 의겸의 초기화풍에서 후반기 화풍으로 넘어가는 전환점에 있는 작품으로 그의 화풍 연구에 있어서도 대단히 의미있는 작품으로 평가되었다. 이와 더불어 1730년이라는 비교적 이른 시기의 불화복장을 남기고 있어 불상복장과 함께 불화 복장 의식을 연구하는 데도 매우 중요한 가치를 지니고 있다.

## 같이 보기
- 갑사

## 참고 자료
- 공주 갑사 석가여래삼세불도 및 복장유물 - 국가유산청 국가유산포털